# Sleater-Kinney
Sleater-Kinney je americká ženská rocková skupina, hlásící se k hnutí Riot Grrrl. Od roku 2019 ji tvoří pouze zakládající členky Carrie Brownsteinová a Corin Tuckerová.

## Historie
Skupina byla založena v roce 1994 ve městě Olympia, nazvala se podle místní silnice Sleater Kinney Road. Hudebně vycházela z vlivů grunge a punk rocku, originální zvuk zajišťovala absence baskytary a křičený zpěv. Sleater-Kinney spolupracovaly s nezávislou značkou Kill Rock Stars, pro jejich vystupování jsou charakteristické radikálně levicové a feministické postoje. Po vydání alba The Woods kapela v roce 2006 přerušila činnost a její členky se zaměřily na sólové projekty; Brownsteinová byla spoluautorkou a producentkou satirického televizního seriálu Portlandia. Na pódia se Sleater-Kinney vrátily novátorským albem No Cities to Love a světovým turné v roce 2015. V roce 2019 vydaly desku The Center Won't Hold, jejíž producentkou byla St. Vincent.

## Diskografie
- Sleater-Kinney (1995)
- Call the Doctor (1996)
- Dig Me Out (1997)
- The Hot Rock (1999)
- All Hands on the Bad One (2000)
- One Beat (2002)
- The Woods (2005)
- No Cities to Love (2015)
- The Center Won't Hold (2019)

## Složení
- Carrie Brownsteinová (kytara, zpěv)
- Corin Tuckerová (kytara, zpěv)
- Misty Farrellová (bicí, do roku 1994)
- Laura Macfarlaneová (bicí, zpěv 1995–1996)
- Toni Goginová (bicí, 1996)
- Janet Weissová (bicí, zpěv, harmonika, perkuse, do roku 2019)